# Purificación López-García
Purificación López-García est une biologiste française d'origine espagnole. 

## Biographie
Née à Madrid le 23 Septembre 1965, Purificación (Puri) López García fait des études de biologie à l’Université Complutense et des études de biologie marine à l’Université de La Laguna, avant d’entamer une thèse à l’université Autónoma de Madrid sur l'organisation génomique de l'archée halophile Haloferax mediterranei, qu’elle soutient en 1992. Elle effectue ses recherches postdoctorales à l'Université Paris-Sud, l'Université Pierre-et-Marie-Curie et l'Université Miguel-Hernández. Elle devient professeure assistante à l’Université d’Alicante en 2001.
Elle rejoint le CNRS en tant que chercheure en 2002. Elle est directrice de recherches au CNRS depuis 2007 au sein de l'unité Ecologie Systématique Evolution à l'Université Paris-Saclay. Elle s’intéresse à l’origine de la vie et à la diversification du vivant sur Terre. Avec son équipe DEEM, elle étudie la diversité, l’écologie et l’évolution des micro-organismes procaryotes et eucaryotes dans des écosystèmes divers. 
Elle reçoit la médaille d’argent du CNRS en 2017. Elle devient membre de l’Académie Royale de Belgique en 2015, EMBO Fellow en 2019, membre de l’American Academy of Microbiology et de l’Academia Europaea en 2020 et membre de l’Académie des Sciences française en 2025.

## Domaine de recherche
Puri López-García s’intéresse à l’évolution du vivant à travers des approches d’écologie microbienne et de phylogénie moléculaire. Elle a contribué à élargir la diversité connue des microorganismes des trois domaines du vivant (archées, bactéries, eucaryotes) et à comprendre leur écologie et leur évolution. Les travaux de son équipe combinent des approches classiques (culture, microscopie) et moléculaires (métabarcoding, métagénomique, phylogénomique) pour étudier les communautés microbiennes d’écosystèmes peu étudiés, dont des environnements extrêmes. Elle entretient des collaborations interdisciplinaires avec des scientifiques qui s’intéressent à l’origine de la vie, à la vie en milieus extrêmes et aux interactions microorganisme-minéral.
Avec David Moreira, elle a émis l’hypothèse de la syntrophie pour l’origine de la cellule eucaryote.
ORCID 0000-0002-0927-0651